# Ciraparantag
Ciraparantag o aripazine  o PER977 è un farmaco in sperimentazione come potenziale antidoto, non specifico, per gli inibitori del fattore Xa, un gruppo di anticoagulanti (coagulazione del sangue), farmaci che includono: rivaroxaban, apixaban e edoxaban. 
Esso viene sviluppato dalla Perosphere Inc..
La molecola è costituita da un piccolo peptide di ~500 Da, capace di antagonizzare gli effetti dei nuovi anticoagulanti orali (NAO).